# Melanie Felber
Melanie Maria Felber (født 14. februar 1991 i Luzern, Schweiz) er en kvindelig schweizisk/dansk håndboldspiller som spiller for Skara HF i Svensk handbollselit og Schweiz's kvindehåndboldlandshold.